# Asaron
Unter Asaron fasst man drei in verschiedenen Pflanzen natürlich vorkommende isomere Phenylpropanoide zusammen, die sich in Position und Konfiguration der Doppelbindung in der C3-Seitenkette unterscheiden.
Hierzu zählen die 1-propenylischen Verbindungen α-Asaron (trans-Isomer) und β-Asaron (cis-Isomer) sowie das allylische γ-Asaron mit terminaler Doppelbindung in der Seitenkette (2-propenylisch).

## Vorkommen

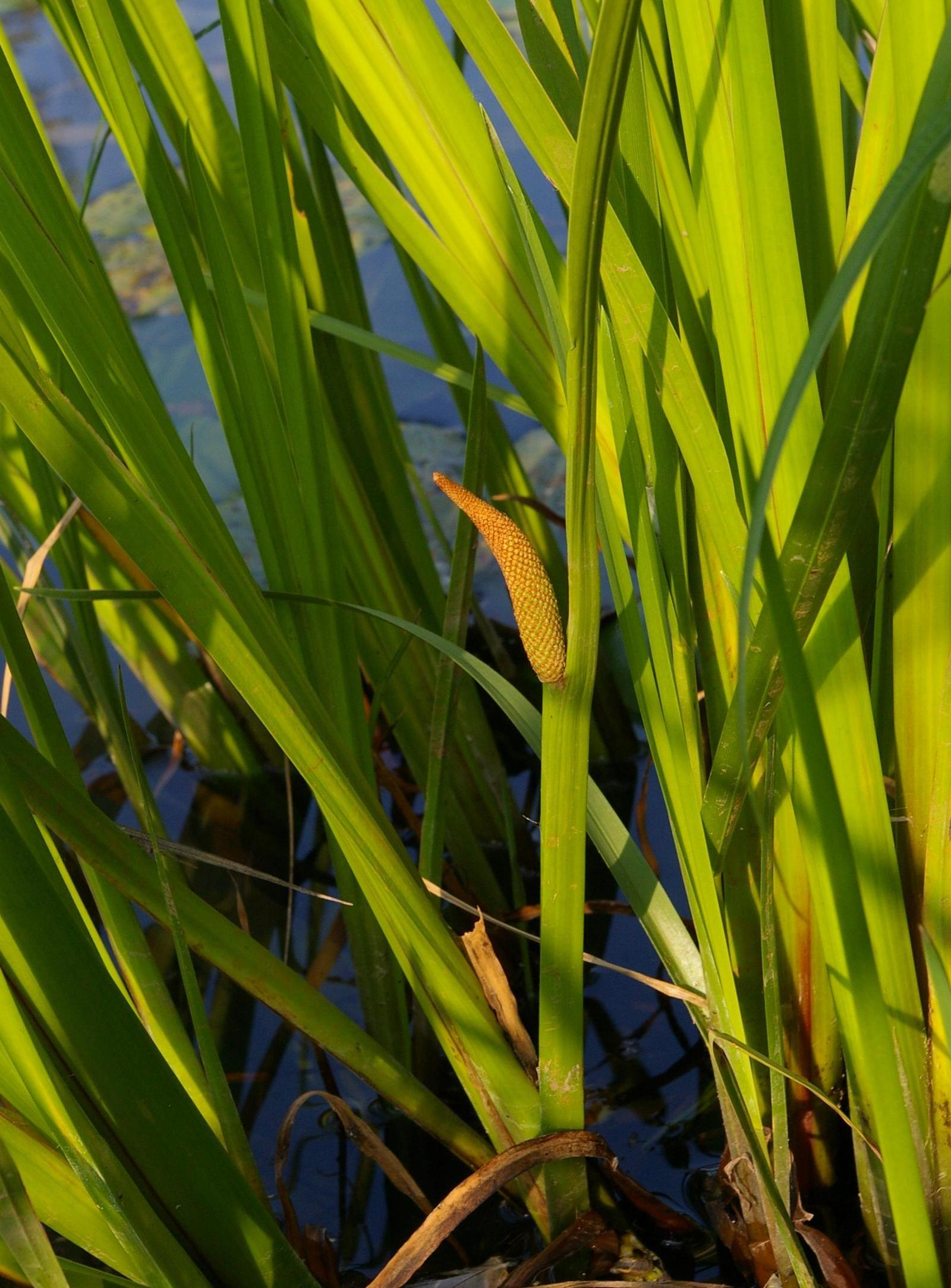
Kalmuspflanze (Acorus calamus)

In der Natur kommen α-, β- und γ-Asaron oft vergesellschaftet vor. So enthält das ätherische Öl des Rhizoms der indischen tetraploiden Kalmuspflanze (Acorus calamus) 45–90 % des β-Isomers, 1–2 % des α-Isomers und in Spuren γ-Asaron. Die ätherischen Öle der triploiden europäischen und der diploiden nordamerikanischen Varietät von A. calamus enthalten insgesamt mit maximal 10 % bzw. unter 1 % bedeutend weniger Asarone. γ-Asaron kommt ferner in verschiedenen Pfeffergewächsen vor. Das ätherische Öl der früher therapeutisch, etwa als Diuretikum, Emetikum und zur Förderung der Menstruation eingesetzten Haselwurz Asarum europaeum enthält ebenfalls Asaron.

## Verwendung
Asaronhaltige pflanzliche Arzneimittel finden wegen der möglicherweise spasmolytischen Wirkung in der traditionellen Medizin vieler Ethnien sowie in der Aromatherapie Verwendung. Auch bei der Parfümherstellung werden natürliche Riechstoffe verwendet, die Asarone enthalten können. Vor allem in selbstangesetzten oder (mit Kalmus und anderen Pflanzen) aromatisierten Magenbittern und Likören können Asarone enthalten sein.

## Toxizität
α- und β-Asaron (i.p.-verabreicht) verursachten Lebertumoren bei männlichen Mäusen. Dabei waren beide Verbindungen vergleichbar (moderat) potent. β-Asaron verursachte weiterhin Leiomyosarkome des Dünndarms (Ratte, oral). Mutagene Effekte u. a. im Ames-Test mit α- und β-Asaron wurden (nur nach metabolischer Aktivierung) berichtet. Die Toxizität und insbesondere die Kanzerogenität von γ-Asaron wurden bislang nicht untersucht. Der Wirkmechanismus der Kanzerogenese ist derzeit unbekannt. Asarone werden aber höchstwahrscheinlich nicht wie die strukturverwandten Verbindungen Methyleugenol, Safrol oder Estragol durch Hydroxylierung der Seitenkette (über Cytochrom P450-Enzyme) und anschließende Sulfonierung aktiviert, da die Hemmung der Sulfotransferasen in vivo keinen Einfluss auf die Inzidenzen der Bildung von Hepatomen bei der Maus hatte. α-Asaron zeigte ferner ein gewisses reproduktionstoxisches Potential.

## Regulation
Die Asaron-Isomere konnten bislang nicht ausreichend toxikologisch evaluiert werden. Der gezielte Zusatz von β-Asaron zu Lebensmitteln ist in der Europäischen Union verboten (s. Anhang III der Verordnung (EG) Nr. 1334/2008). In den Vereinigten Staaten ist zudem der gezielte Zusatz von Kalmus in allen Formen zu Lebensmitteln verboten. Für natürliche Gehalte gelten in der EU Höchstmengen von 1,0 mg/kg für alkoholische Getränke. Nach Chemikalienrecht (Verordnung (EG) Nr. 1272/2008 (CLP)) sind α- und β-Asaron als gesundheitsschädlich eingestuft.